# Chi mi aiuta?
Chi mi aiuta? è un film italiano del 1984 diretto da Valerio Zecca.